# Tschupa (Louchski)
Tschupa (russisch Чупа́; karelisch Čuuppa) ist eine Siedlung städtischen Typs in der Republik Karelien in Russland mit 2924 Einwohnern (Stand 14. Oktober 2010).

## Geographie
Der Ort liegt etwa 500 km Luftlinie nördlich der Republikhauptstadt Petrosawodsk am Ende des etwa 30 km langen Tschupabusens (Tschupinskaja guba) der Kandalakscha-Bucht des Weißen Meeres.
Tschupa gehört zum Rajon Louchski und befindet sich gut 20 Kilometer nördlich von dessen Verwaltungszentrum Louchi. Es ist Sitz der Stadtgemeinde Tschupinskoje gorodskoje posselenije, zu der außerdem die etwa drei Kilometer westlich gelegene Siedlung bei der Bahnstation Tschupa der Murmanbahn gehört. 

## Geschichte
Der Ort wurde erstmals 1574 in Schriften des Solowezki-Kloster als Pomorensiedlung Tschupinski pogost erwähnt. Die karelische Bezeichnung bedeutet etwa „Ecke“ oder auch „Sackgasse“, vermutlich in Bezug auf die Lage am Ende der Bucht. Im 17. Jahrhundert wurde Tschupa Zentrum des Glimmerbergbaus Russlands; insbesondere wurden die dort geförderten großen Muskovit-Kristalle anstelle von Fensterglas verwendet.
Einen neuen Aufschwung nahm der Bergbau ab den 1920er-Jahren, als in der Umgebung auch mit dem Abbau von Feldspat, Quarz und Pegmatiten begonnen wurde. Am 13. September 1943 erhielt Tschupa den Status einer Siedlung städtischen Typs. Ihren Höhepunkt erreichten die bergbaulichen Aktivitäten in dem Gebiet mit der Errichtung neuer Bergbaubetriebe (Tschupinski GOK und weitere) in den 1960er- bis 1970er-Jahren, bis sie in den 1990er-Jahren fast völlig zum Erliegen kamen, was sich stark negativ auf die Entwicklung der Einwohnerzahl auswirkte.

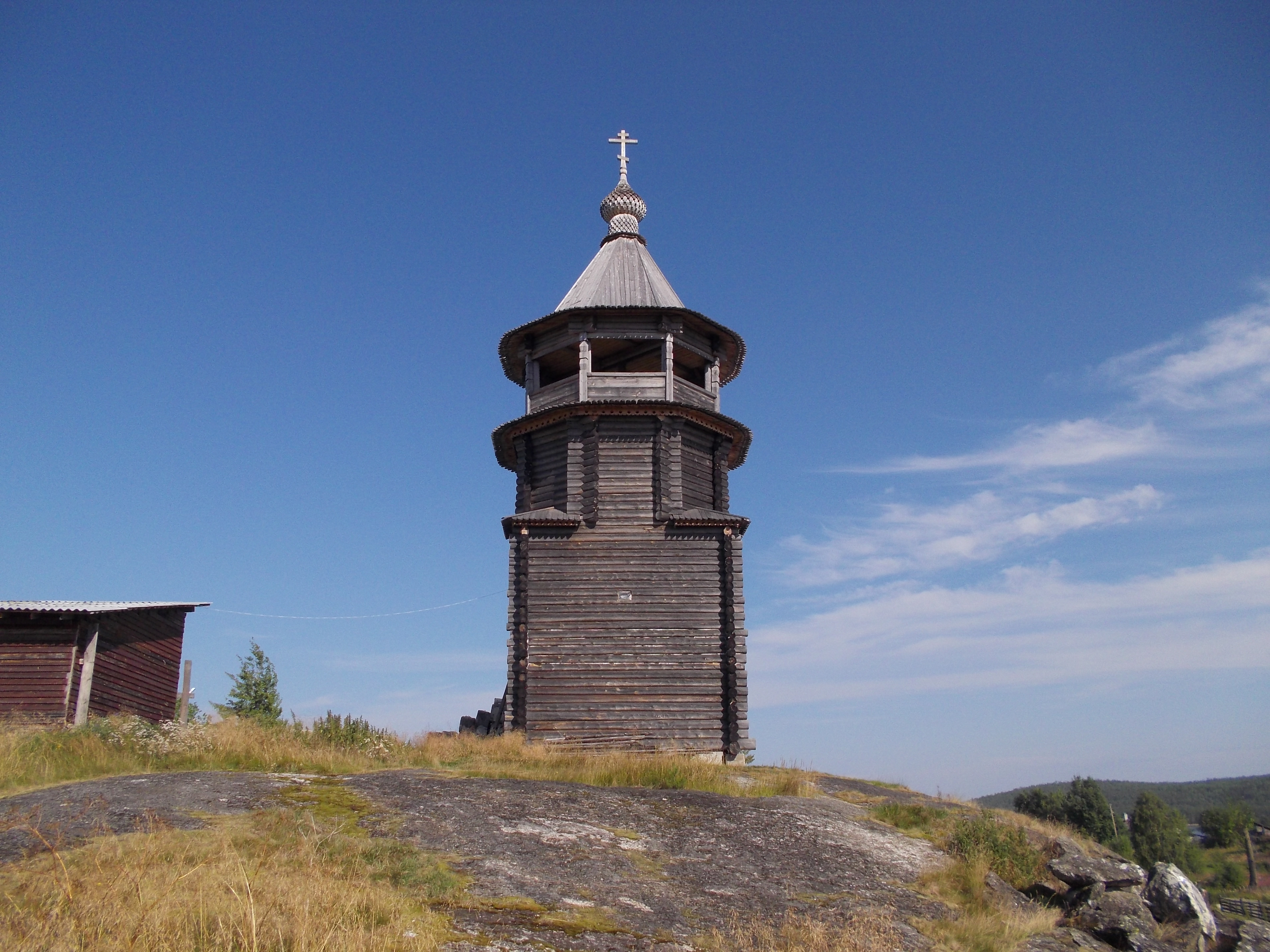
Glockenturm der Warlaam-von-Keret-Kirche
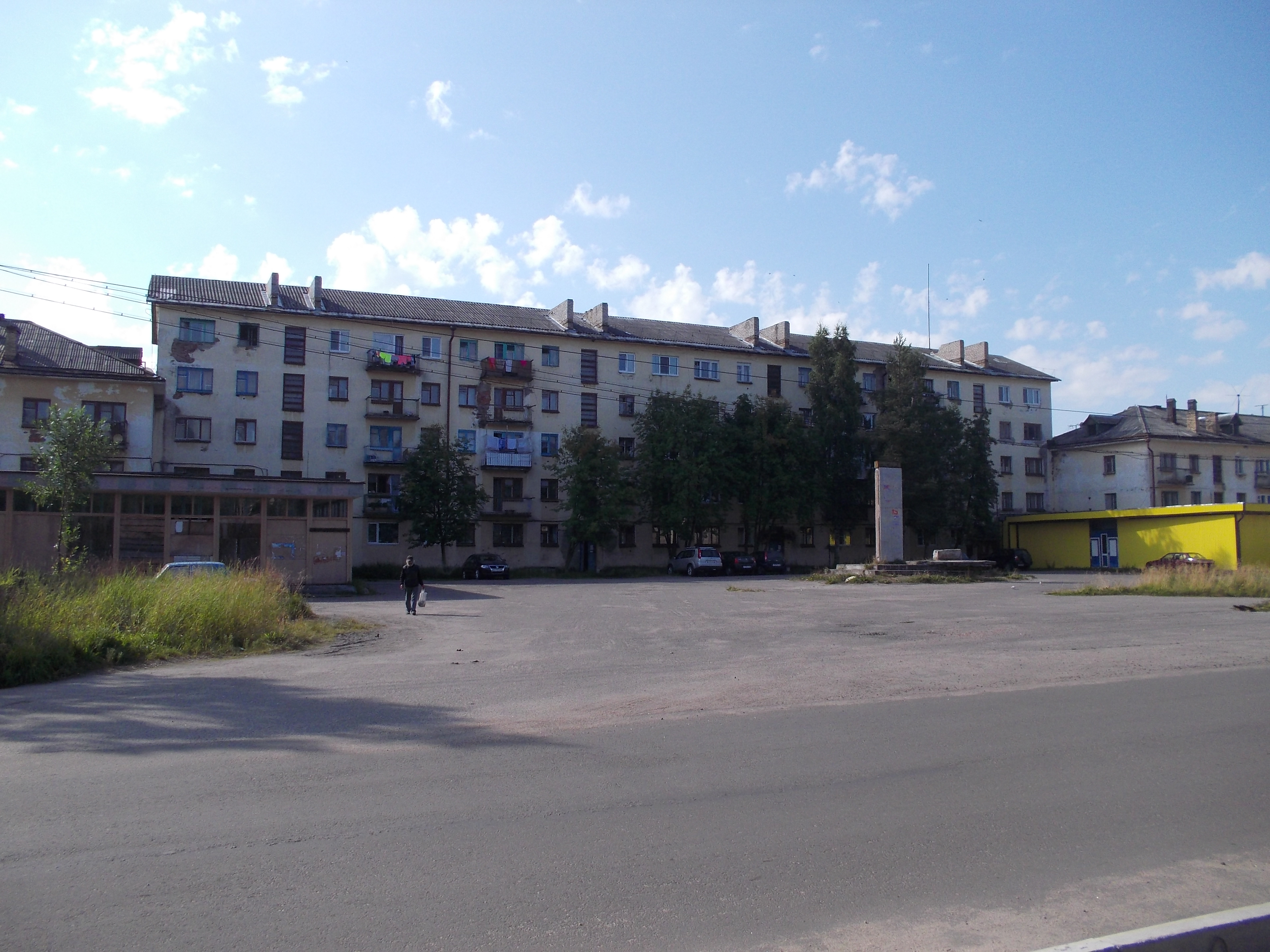
Wohnhäuser in der Ortsmitte
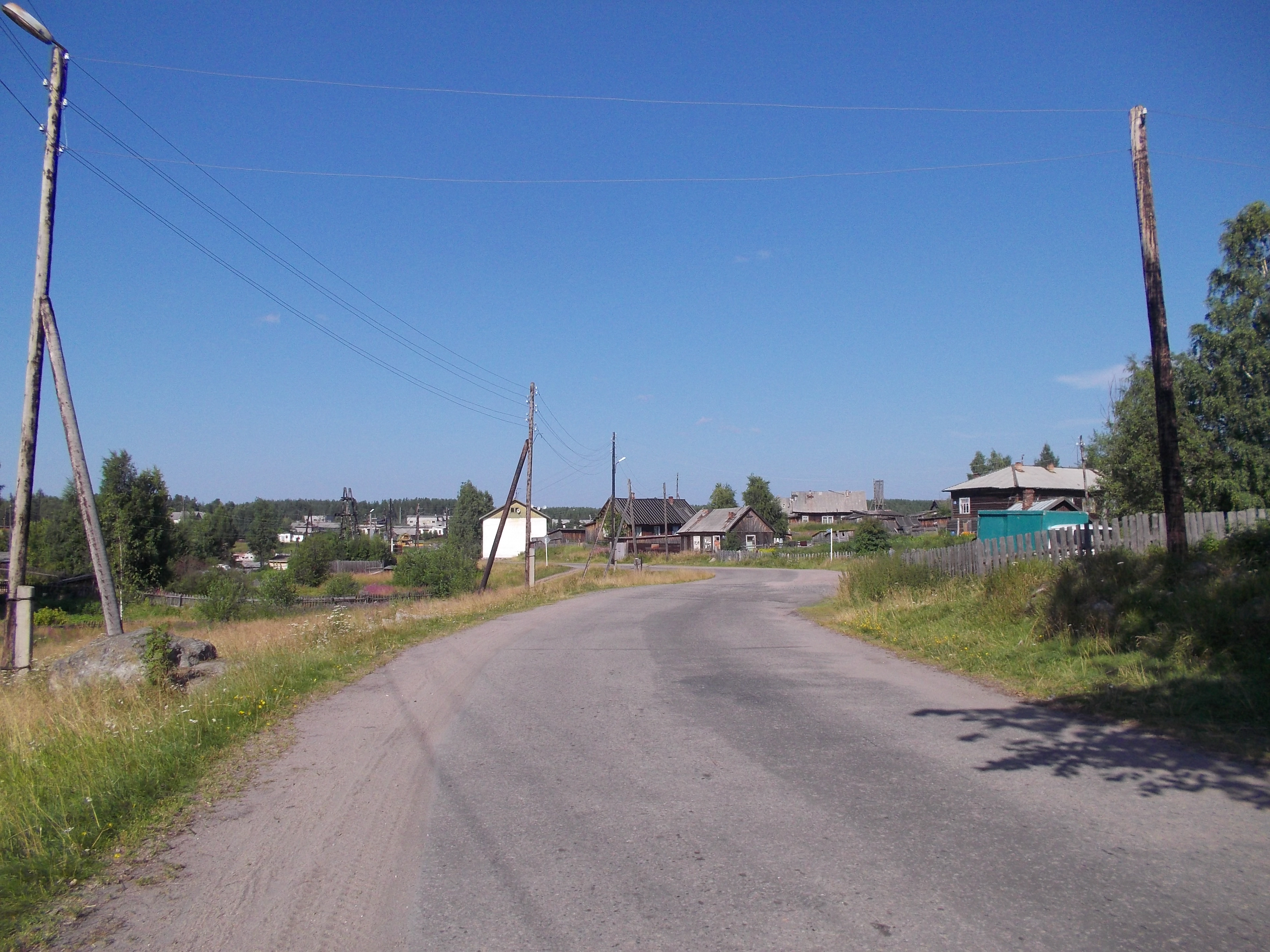
Pionerskaja-Straße
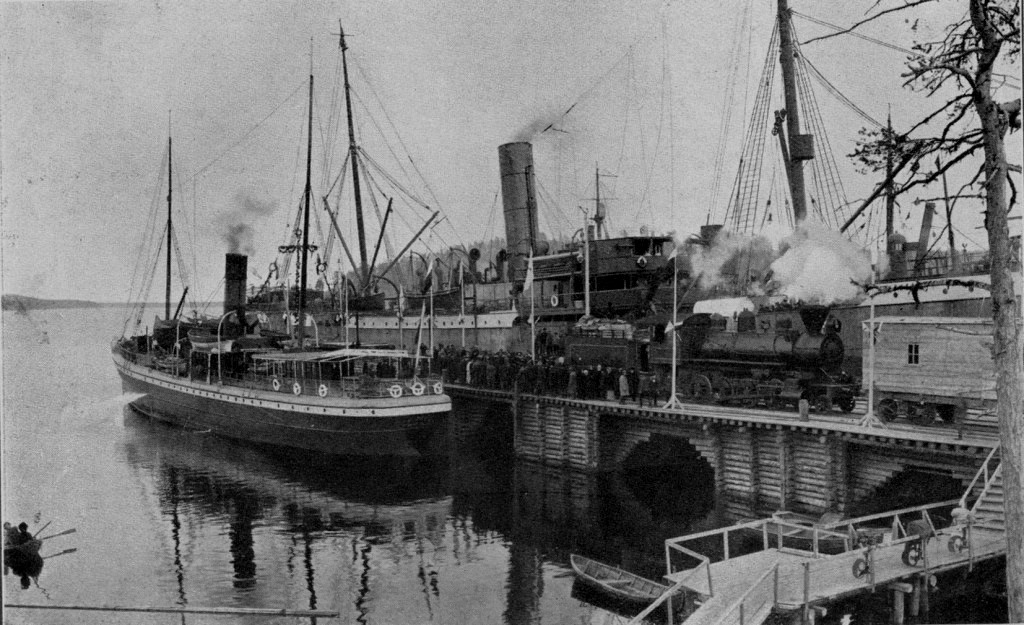
Anlegestelle Tschupa während des Baus der Murmanbahn (1916)
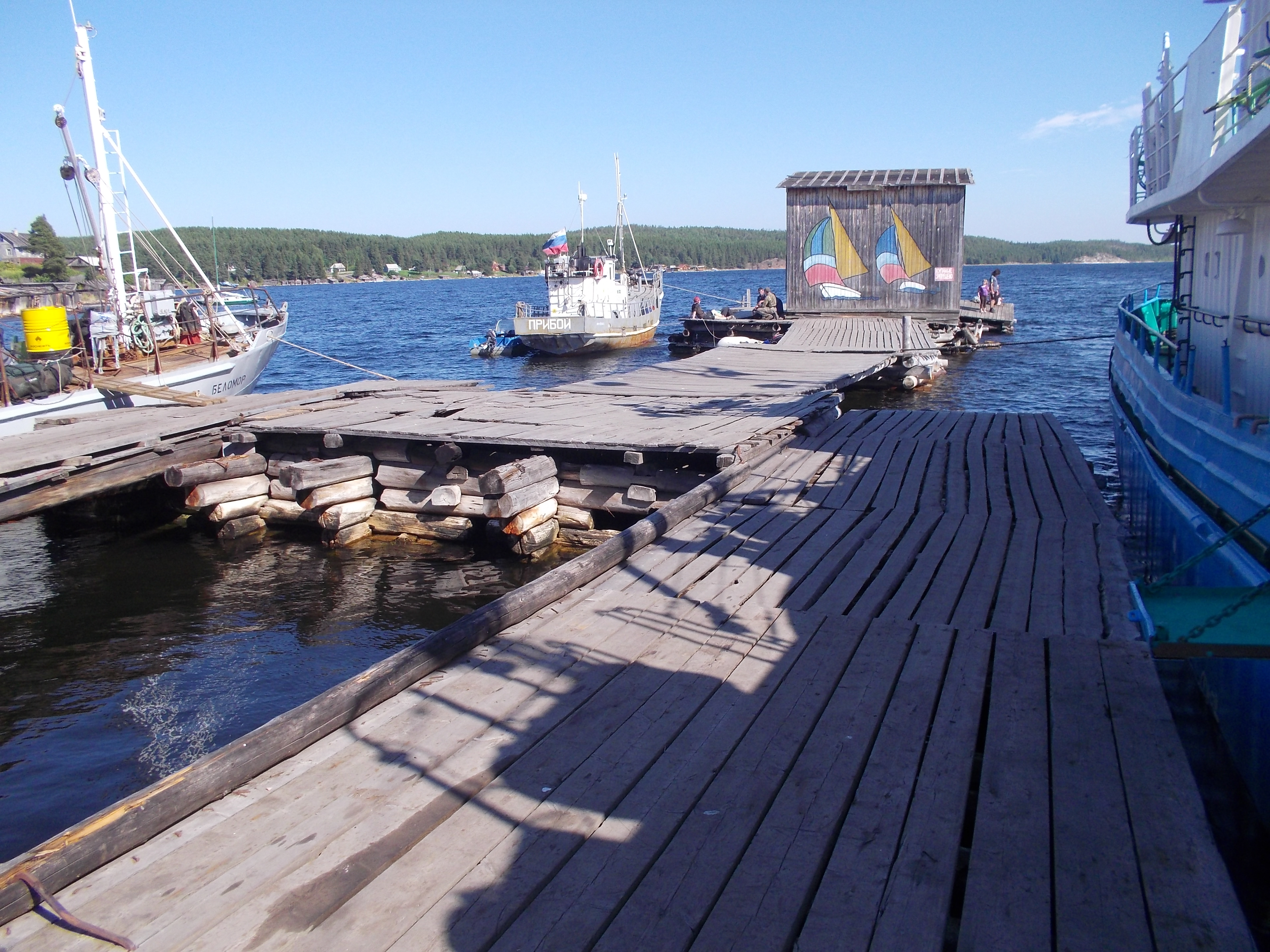
Anlegestelle am Tschupabusen (2013)

### Bevölkerungsentwicklung
| Jahr | Einwohner |
| ---- | --------- |
| 1959 | 4095      |
| 1970 | 4561      |
| 1979 | 4904      |
| 1989 | 5214      |
| 2002 | 4061      |
| 2010 | 2924      |

Anmerkung: Volkszählungsdaten

## Verkehr
Einige Kilometer westlich von Tschupa befindet sich die gleichnamige Station bei Kilometer 1032 der Murmanbahn von Sankt Petersburg nach Murmansk. Von dort führt eine Güteranschlussstrecke in die Siedlung.
Über die Regionalstraße 86K-131 ist Tschupa mit der etwa 12 km westlich verlaufenden föderalen Fernstraße R21 Kola verbunden, die ebenfalls von Sankt Petersburg nach Murmansk führt.